# Dorothee Vorbeck
Dorothee Vorbeck (* 13. April 1936 in Gerolstein; † 10. August 2020 in Frankfurt am Main) war eine hessische Politikerin (SPD) und Abgeordnete des Hessischen Landtags.

## Ausbildung und Beruf
Dorothee Vorbeck legte 1955 das Abitur in Düsseldorf ab und studierte in Göttingen, Freiburg und Frankfurt am Main auf Lehramt. 1962 legte sie das erste Staatsexamen in Frankfurt am Main ab und bestand nach dem Referendariat das zweite Staatsexamen für das Lehramt an Höheren Schulen. 1964 bis 1970 arbeitete sie als Lehrerin an der Klingerschule (Berufsfachschule, Höhere Handelsschule, Wirtschaftsgymnasium) und an der Aufbauschule der kaufmännischen Berufsschulen in Frankfurt am Main. Von 1979 bis 1984 war sie Leiterin des Abendgymnasiums für Berufstätige der Stadt Frankfurt am Main.

## Politik
Dorothee Vorbeck war 1969 bis 1971 Vorsitzende der Frankfurter Jungsozialisten. In der SPD war sie 1969 bis 1981 Mitglied im Vorstand der Frankfurter SPD, davon 1973 bis 1975 stellvertretende Vorsitzende und stellvertretende Bundesvorsitzende der Sozialdemokratischen Frauen. Von 1974 bis 1975 war sie Mitglied des Bezirksvorstandes Hessen-Süd und des Landesvorstandes Hessen der SPD sowie des Parteirates beim Bundesvorstand der SPD. Sie war Mitglied der Grundwerte-Kommission beim Parteivorstand der SPD und war bei der Abfassung des Papiers Der Streit der Ideologien und die gemeinsame Sicherheit beteiligt.
Zwischen 1981 und dem 20. August 1984 war sie Ehrenamtliche Stadträtin in Frankfurt am Main. Vom 1. Dezember 1970 bis 30. November 1978 war sie Mitglied des Hessischen Landtags. Von Juli 1984 und 1987 war sie Staatssekretärin beim Hessischen Kultusminister im Kabinett Börner III.
1987 erweiterte sie mit dem damaligen Vorstandsvorsitzenden der Walter-Kolb-Stiftung Bernhard Mihm deren Aufgabe um kostenlose Beratung für berufliche und allgemeinen Weiterbildung.
Vorbeck starb am 10. August 2020.